# Blasskopfsittich
Der Blasskopfsittich  (Platycercus adscitus), auch bekannt als Blaßkopfsittich oder Blasskopfrosella bildet zwei Unterarten aus: Nördlicher Blasskopfsittich (P. a. adscitus) und Südlicher Blasskopfsittich (P. a. palliceps). Das vorherrschende Unterscheidungsmerkmal von P. a. palliceps ist das Blau der Körperfront, reicht es doch vom Bauch aufwärts bis zur Kehle. Bei P. a. adscitus sind Oberbauch und Brust gelb gefärbt. Der Südliche Blasskopfsittich ist etwas größer. Das Vorkommen der Art ist auf den Nordosten und mittleren Osten Australiens begrenzt; von der Kap-York-Halbinsel südwärts bis ins nördliche New South Wales.
Der Blasskopfsittich erreicht eine Körperlänge von 30 Zentimeter. Namensgebend ist der hell gefiederte Kopf, der sich deutlich von dem übrigen Körpergefieder absetzt. Die Vögel weisen nur einen minimalen Geschlechtsdimorphismus auf. Weibchen sind etwas matter gefärbt; sie haben einen Unterflügelstreifen und sind durchschnittlich etwas kleiner und leichter. Auch junge Männchen weisen den weißen Unterflügelstreifen aus. Insgesamt sind die Juvenilen etwas blasser gefärbt.
Während des Fluges lassen die Vögel einen metallisch klingenden Ruf erschallen. Es handelt sich um Höhlenbrüter. Das Weibchen legt zwischen drei und fünf Eier. Die Brutdauer beträgt 19 bis 20 Tage.

## Haltung
Blasskopfsittiche gelten als wenig anspruchsvolle Vögel in der Ziervogelhaltung. Lediglich die Brut gilt als schwierig, da sich die Männchen sehr aggressiv gegenüber den Weibchen verhalten können. Unverträglich sind sie auch mit anderen Arten, so dass sie als Paar alleine gehalten werden müssen. Vergesellschaftung mit anderen Arten gelingt nur, wenn diese Vögel größer und kräftiger sind als sie selbst, da sie sonst ohne jeglichen Respekt angegriffen werden.
Der Blasskopfsittich verfügt über eine sehr laute und unangenehme Stimme, durch paarweise Haltung werden sie jedoch ruhiger und ausgeglichener und sind kaum noch zu hören.
Eine Einzelhaltung ist, wie bei allen anderen Papageien, zu unterlassen. Die Tiere baden bzw. duschen sehr gerne und häufig. Möglichkeiten zum Baden oder Abduschen sollten immer gegeben sein. Zugluft ist zu vermeiden, weil sich die Tiere schnell erkälten können.

## Belege